# Mara (déesse hindoue)
Pour les articles homonymes, voir Mara.
Mara est un mot sanskrit signifiant « mort » ou toute personnification de celle-ci. 
Dans l'hindouisme, Mara est la déesse de la mort et des offrandes seraient placées sur son autel. Bien que beaucoup moins populaire, certaines sectes de culte existent en Inde. 